# Indrek Saar

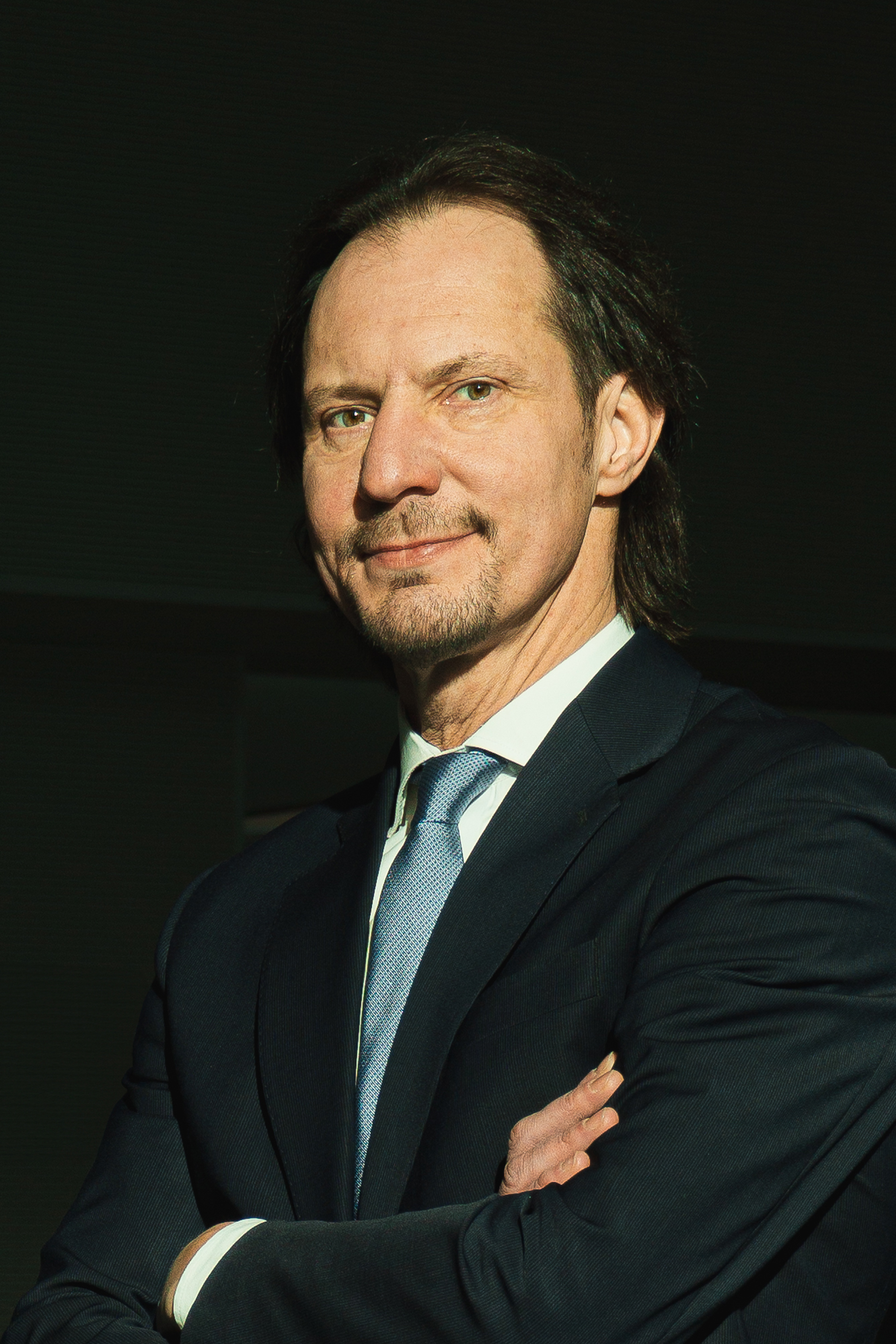
Indrek Saar (2024)

Indrek Saar (* 20. Februar 1973 in Kuressaare) ist ein estnischer Politiker und Schauspieler. Er gehört der Sozialdemokratischen Partei Estlands (SDE) an, deren Vorsitzender er vom 9. Juni 2019 bis zum Jahr 2022 war. Von April 2015 bis April 2019 war er Kulturminister der Republik Estland.

## Leben
Indrek Saar wurde auf der Insel Saaremaa geboren. Sein Vater, der Jurist Jüri Saar (* 1946), war von 1992 bis 2003 Landrat des Kreises Saare und von 2003 bis 2007 Abgeordneter im estnischen Parlament (Riigikogu).
Indrek Saar besuchte bis 1991 die Schule in Kuressaare. 1996 schloss er sein Schauspiel-Studium an der Musik- und Theaterakademie in Tallinn ab. Von 1996 bis 2005 war Saar Direktor des Theaters von Rakvere. Gleichzeitig gehörte er dem Aufsichtsrat der „Nationaloper Estonia“ in Tallinn an.

### Politik
Saar trat 1998 den estnischen Sozialdemokraten bei. Er betätigte sich zunächst auf kommunalpolitischer Ebene. Von 2007 bis 2015 war er Abgeordneter im estnischen Parlament. 2009 wurde er stellvertretender Vorsitzender der estnischen Sozialdemokraten.
Seit 9. April 2015 war Indrek Saar im Kabinett von Ministerpräsident Taavi Rõivas estnischer Kulturminister. Den gleichen Posten übernahm er, ab dem 23. November 2016, in der Nachfolgeregierung von Jüri Ratas. Auch bei der Parlamentswahl 2019 konnte er einen Sitz im Riigikogu erringen. Da seine Partei danach nicht mehr Teil der Regierung wurde, sitzt er seitdem wieder als Abgeordneter im Parlament. In der Folgezeit übernahm er zudem den Partei- und Fraktionsvorsitz.
2024 kandidierte er für das Amt des Generalsekretärs des Europarates. Gewählt wurde im Juni 2024 der Schweizer Alain Berset.

### Privates
Indrek Saar ist mit der Schauspielerin Ülle Lichtfeldt (* 1970) verheiratet. Das Paar hat zwei Kinder.